# Ruperto I, Eleitor Palatino do Reno
Ruperto I do Palatinato, cognominado O Vermelho (sinonímia: em alemão:Ruprecht I., der Rote, von der Pfalz; Ruprecht I von Wittelsbach; em inglês: Rupert I, The Red, Elector Palatine; em francês: Robert, "le Rouge", Électeur Palatin; em italiano, Roberto I del Palatinato, il Rosso; em polonês: Ruprecht I, Czerwony, elektor Palatynatu Reńskiego), foi Conde Palatino do Reno de 1353 a 1390, e fundador da Universidade de Heidelberg. Nasceu em Wolfratshausen, 9 de junho de 1309 e faleceu em 16 de Fevereiro de 1390 na cidade de Neustadt an der Weinstraße, Alemanha.
Era filho de Rodolfo I, Duque da Bavária e Matilde de Nassau, filha de Adolfo, rei de Nassau-Weilburg. Com a morte do seu irmão Rodolfo II em 1353, ele herdou os seus domínios e se tornou o único Eleitor de todo o território, embora anteriormente houvesse compartilhado esse privilégio entre os dois ramos da família.
A Bula de Ouro de 1356 garantiu ao Palatinato o direito de participar na eleição do Sacro Império Romano. Os condes palatinos anteriores haviam participado em outras eleições imperiais.
Em 23 de Outubro de 1385 o Papa Urbano VI emitiu a Bula autorizando a fundação da Universidade de Heidelberg, o que Ruperto fez acontecer em 1386 cirando a terceira universidade do Sacro Império Romano, que recebeu o seu nome. Ruperto I fundou a Universidade quando Heidelberg era a capital do Palatinato. Consequentemente ela serviu como centro de afluxo para teólogos e peritos em direito de todo o Sacro Império Romano.
Ruperto foi casado duas vezes: primeiro com Isabel, Condessa de Namur e depois com Beatriz de Berg. Nenhum dos casamentos produziu um herdeiro.

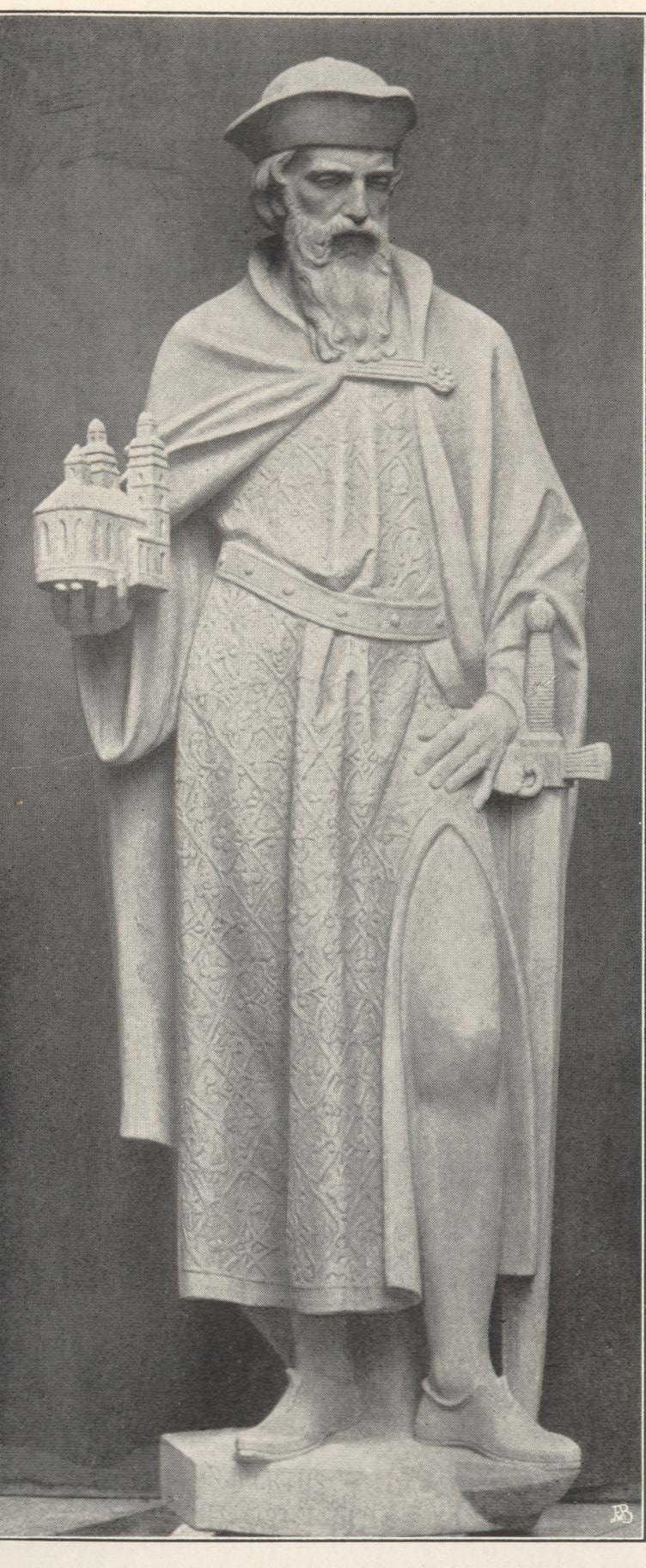
Ruperto I (1309-1390), Eleitor do Palatinato, fundou a Universidade de Heidelberg em 1386.

Foi sucedido por seu sobrinho, Ruperto II, Eleitor Palatino.